# Can Marina Planes
Can Marina Planes és una obra del municipi de Sitges (Garraf) inclosa en l'Inventari del Patrimoni Arquitectònic de Catalunya.

## Descripció
Edifici entre mitgeres de planta baixa i dos pisos. A la planta baixa hi ha una finestra i obertura d'accés de dona a un interessant vestíbul amb porta de fusta motllurada i vidres de colors. Hi ha també esgrafiats a les parets. Al primer pis s'obren dos balcons rectangulars de diferent amplada, amb una barana correguda de ferro. Un únic balcó rectangular, producte d'una poc reeixida intervenció posterior, ocupa el segon pis. L'edifici es corona amb una barana que combina l'obra amb el ferro. Cal esmentar les motllures de llenguatge modernista que decoren el conjunt de la façana. L'arrebossat imita encoixinat.

## Història
El projecte d'aquesta casa és de l'any 1908 i va ser realitzat pel mestre d'obres Gaietà Miret i Reventós. Posteriorment l'edifici va patir una modificació al segon pis, consistent amb la substitució d'una galeria per una obertura rectangular.